# Finále ženské dvouhry na French Open 2015
| French Open 2015 finále ženské dvouhry Serena Williamsová (1.) vs. Lucie Šafářová (13.) |                                                    |                                                    |                                                    |                                                    |                                                    |
|                                                                                         | 1.                                                 | 2.                                                 | 3.                                                 |                                                    |                                                    |
| Serena Williamsová                                                                      | 6                                                  | 62                                                 | 6                                                  |                                                    |                                                    |
| Lucie Šafářová                                                                          | 3                                                  | 7                                                  | 5                                                  |                                                    |                                                    |
|                                                                                         |                                                    |                                                    |                                                    |                                                    |                                                    |
| Datum:                                                                                  | 6. června 2015                                     | 6. června 2015                                     | 6. června 2015                                     | 6. června 2015                                     | 6. června 2015                                     |
| Turnaj:                                                                                 | French Open                                        | French Open                                        | French Open                                        | French Open                                        | French Open                                        |
| Místo:                                                                                  | Court Philippe Chatrier Stade Roland-Garros, Paříž | Court Philippe Chatrier Stade Roland-Garros, Paříž | Court Philippe Chatrier Stade Roland-Garros, Paříž | Court Philippe Chatrier Stade Roland-Garros, Paříž | Court Philippe Chatrier Stade Roland-Garros, Paříž |
| Žebříček:                                                                               | Serena Williamsová: 1. WTA Lucie Šafářová: 13. WTA | Serena Williamsová: 1. WTA Lucie Šafářová: 13. WTA | Serena Williamsová: 1. WTA Lucie Šafářová: 13. WTA | Serena Williamsová: 1. WTA Lucie Šafářová: 13. WTA | Serena Williamsová: 1. WTA Lucie Šafářová: 13. WTA |
| Předešlý poměr vzájemných zápasů: Williamsová vs. Šafářová 8–0                          |                                                    |                                                    |                                                    |                                                    |                                                    |
| Serena Williamsová (Spojené státy)                                                      |                                                    |                                                    |                                                    |                                                    |                                                    |
| Lucie Šafářová (Česko)                                                                  |                                                    |                                                    |                                                    |                                                    |                                                    |

Finále ženské dvouhry na French Open 2015 představovalo vyvrcholení soutěže dvouhry žen 114. ročníku největšího tenisového turnaje světa hraného na antuce. Odehrálo se 6. června 2015 od 15.00 hodin místního času na centrálním dvorci Philippa Chatriera pařížského areálu Stade Roland-Garros. Americká světová jednička Serena Williamsová v něm po 121 minutách porazila třináctou hráčku žebříčku Lucii Šafářovovou z České republiky po setech 6–3, 6–7, 6–2 a vyhrála tak třinácté finále na okruhu WTA Tour za sebou.
33letá Serena Williamsová hrála dvacáté čtvrté singlové finále Grand Slamu. Na Roland Garros již triumfovala v letech 2002 a 2013. Třetím vítězstvím dobyla jubilejní 20. grandslam kariéry, což ji v rámci otevřené éry řadilo na 2. příčku za Steffi Grafovou s 22 tituly. Stala se také třetí tenistkou historie, jež vyhrála každou událost Grand Slamu nejméně třikrát, což se před ní podařilo pouze Margaret Courtové a Grafové. Jako první hráčka – od svého výkonu v roce 2002, dosáhla na vítězství ve třech majorech za sebou. Australian Open i French Open v jediné sezóně naposledy před ní opanovala Jennifer Capriatiová roku 2001.
28letá Lucie Šafářová nastoupila do svého premiérového grandslamového finále ve dvouhře, jako pátá levoruká finalistka majoru v otevřené éře. Stala se tak čtvrtou Češkou v boji o titul na pařížské antuce, když jedinou trofej vyhrála Hana Mandlíková v roce 1981, reprezentující Československo.

## Pozadí 114. ročníku
French Open 2015 byl 114. ročník druhého tenisového grandslamu sezóny, konaný v rozmezí 24. května až 7. června 2015. Představoval jediný major hraný na antukovém povrchu, když probíhal na otevřených dvorcích Stade Roland-Garros v 16. městském obvodu francouzské metropole Paříži.
Turnaj organizovaly Mezinárodní tenisová federace a francouzský tenisový svaz Fédération Française de tennis. Řadil se do kalendáře okruhu WTA Tour.
Vítězka si do žebříčku WTA připsala 2 000 bodů a finalistka 1 300 bodů. Prémie šampiónky činila 1 800 000 eur (cca 49 milionů korun), poražená obdržela poloviční prémii ve výši 900 000 eur (cca 24,7 milionu korun).
Obhájkyní titulu byla ruská světová dvojka Maria Šarapovová,, kterou v osmifinále za hodinu a padesát minut vyřadila Lucie Šafářová po dvousetovém průběhu.
Finále přihlížely také bývalá basketbalistka Hana Horáková, či stolní tenistka Iveta Vacenovská.

## Finalistky
Obě finalistky se v předchozí kariéře utkaly osmkrát na okruhu WTA Tour. Všechny zápasy vyhrála Williamsová a Šafářová v těchto oficiálních duelech získala pouze tři sety. Další dvě prohry Češka utržila na Hopmanově poháru. Naposledy předtím se v rámci WTA střetly ve 3. kole říjnového China Open 2014 z kategorie Premier Mandatory, v němž Američanka za hodinu a půl zvítězila 6–1, 1–6 a 6–2 (poté ještě odehrály duel 8. ledna na Hopman Cupu 2015). Na antuce se potkaly dvakrát, a to na charlestonském Family Circle Cupu 2012 a 2013, probíhajícím na zelené antuce. V prvním případě se jednalo o jediné vzájemné finále, z něhož Williamsová vyšla vítězně 6–0 a 6–1. Podruhé vyhrála opět po setech 6–4 a 6–1.

### Srovnání finalistek
| Serena Williamsová                                                             |                   | Lucie Šafářová                 |
| ------------------------------------------------------------------------------ | ----------------- | ------------------------------ |
| Serena Williamsová, 2013                                                       |                   | Lucie Šafářová, 2014           |
| Spojené státy americké                                                         | stát              | Česko                          |
| 26. září 1981 (33 let)                                                         | datum narození    | 4. února 1987 (28 let)         |
| Saginaw, Michigan, USA                                                         | místo narození    | Brno, Československo           |
| 175 cm                                                                         | výška             | 177 cm                         |
| 70 kg                                                                          | váha              | 62 kg                          |
| 1. / 1.                                                                        | žebříček WTA      | 13. / 11.                      |
| 25–1 / 709–121                                                                 | výhry–prohry      | 16–10 / 370–259                |
| 4 026 890 USD                                                                  | výdělek v sezóně  | 741 919 USD                    |
| 67 527 669 USD                                                                 | výdělek v kariéře | 12 553 901 USD                 |
| Richard Williams, od 1994 Oracene Price, od 1994 Patrick Mouratoglou, od 2012  | trenér            | Robert Steckley, od 2013       |
| Wilson BLX Blade Team                                                          | raketa            | Wilson Juice                   |
| pravou rukou, obouručný bekhend                                                | držení rakety     | levou rukou, obouručný bekhend |
| 66                                                                             | tituly            | 6                              |
| Nejlepší výsledek na Grand Slamu                                               |                   |                                |
| vítězka 2003, 2005, 2007, 2009, 2010, 2015                                     | Australian Open   | čtvrtfinále 2007               |
| vítězka 2002, 2013                                                             | French Open       | čtvrté kolo 2007, 2014         |
| vítězka 2002, 2003, 2009, 2010, 2012                                           | Wimbledon         | semifinále 2014                |
| vítězka 1999, 2002, 2008, 2012, 2013, 2014                                     | US Open           | čtvrté kolo 2014               |
| Předešlá vzájemná utkání                                                       |                   |                                |
| 8–0 (16:3 na sety)                                                             |                   |                                |
| Poslední vzájemné utkání                                                       |                   |                                |
| 3. kolo China Open 2014 Williamsová (1) – Šafářová (13) 6–1, 1–6, 6–2 1:29 hod |                   |                                |
| Zdroj: Head 2 Head Comparison                                                  |                   |                                |

### Serena Williamsová

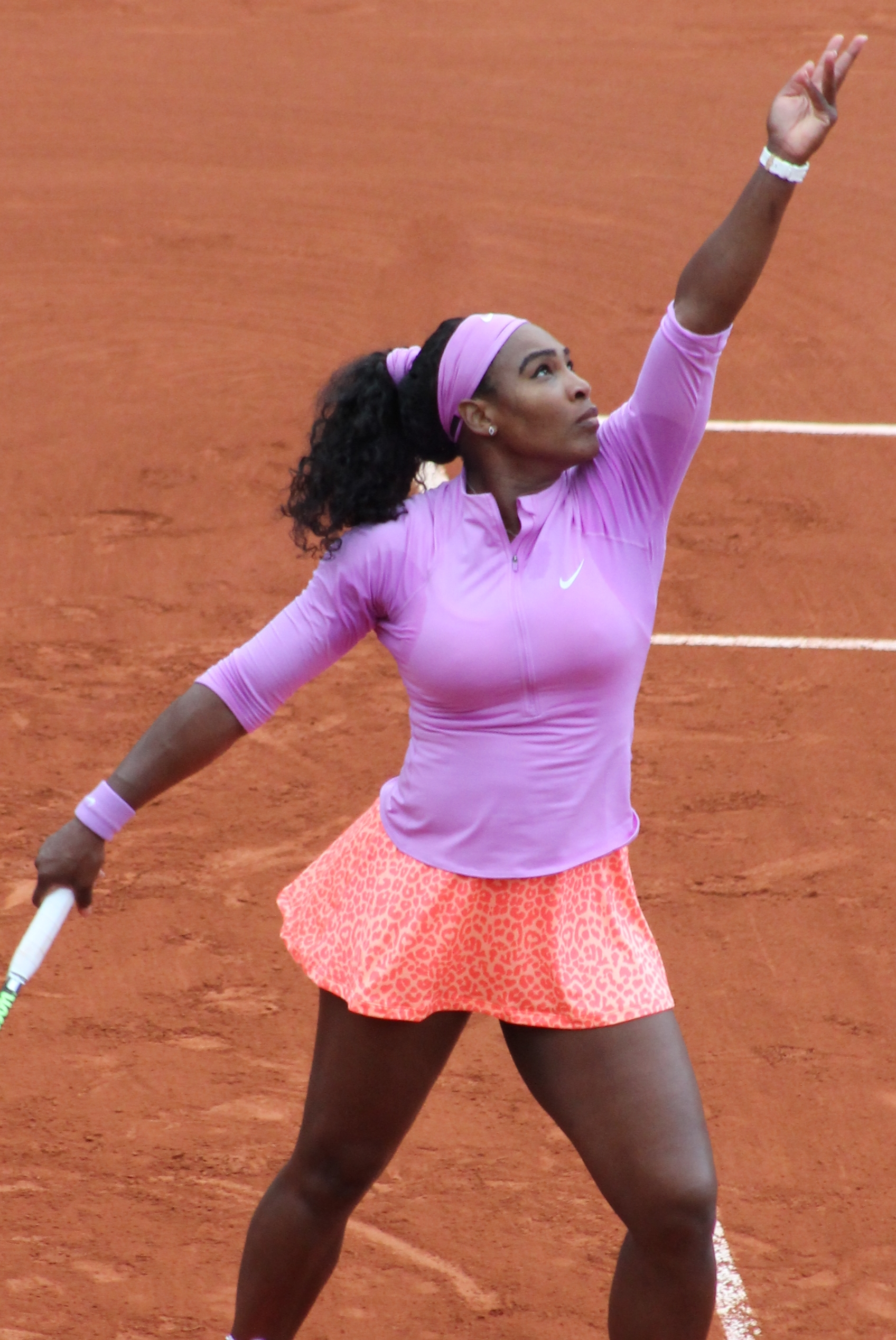
Serena Williamsová

Serena Williamsová vstupovala do turnaje z pozice světové jedničky. V předchozí části sezóny 2015 získala dva tituly na okruhu WTA Tour, když pošesté triumfovala na lednovém grandslamu Australian Open. V dubnu přidala trofej na Miami Open. Od ledna 2015 prohrála jediné utkání a to v semifinále antukového Mutua Madrid Open s Petrou Kvitovou. Jejími trenéry byli rodiče Richard Williams a Oracene Priceová, a také Francouz Patrick Mouratoglou.
Američanka vyhrála French Open již v letech 2002 a 2013.
Po hladkém vstupu do turnaje s českou kvalifikantkou Andreou Hlaváčkovou, prohrála v dalších třech kolech vždy úvodní sadu. Jednalo se o nejdelší šňůru třísetových duelů na grandslamu v její kariéře. Vůbec poprvé také otočila čtyři ze sedmi zápasů, v nichž ztratila úvodní set. Ve třetí fázi zdolala bývalou světovou jedničku Viktorii Azarenkovou, když si agresivním stylem připsala posledních šest gamů duelu, respektive deset z dvanácti závěrečných her. Výhra znamenala jubilejní 50. vítězný zápas na French Open (při celkovém poměru 50–11), čímž se stala první tenistkou otevřené éry, která na každém ze čtyř grandslamů vyhrála alespoň 50 utkání. Přes Sloane Stephensovou prošla do čtvrtfinále, v němž si za 65 minut hladce poradila s italskou antukářkou Sarou Erraniovou, když zahrála 39 vítězných míčů oproti 9 soupeřky.
V semifinále svedla další třísetový boj s Timeou Bacsinszkou, jež prožívala svou nejlepší sezónu. Po ztrátě úvodní sady jí Švýcarka opět prolomila podání a ujala se vedení 3–2 na gamy. Následoval však zvrat a Američanka si připsala všech deset zbývajících her. Během utkání měla Williamsová malátný projev a pomaleji se pohybovala. V pátek, den před finále, vynechala trénink i tiskovou konferenci, a na pokoji ji navštívil lékař. Hráčka ke zdravotnímu stavu sdělila: „Myslím, že mám nějaký druh chřipky, která situaci zhoršuje, protože se to týká odpočinku a zavodnění … Být tady ve finále pro mě znamená strašně moc a je frustrující, že mi je teď mizerně. Je smůla, že to přišlo na grandslamu, na kterém se cítím skoro jako doma a chci moc vyhrát.“

#### Cesta do finále
| Kolo        | soupeřka                 | výsledek      |
| ----------- | ------------------------ | ------------- |
| 1. kolo     | Andrea Hlaváčková (Q)    | 6–2, 6–3      |
| 2. kolo     | Anna-Lena Friedsamová    | 5–7, 6–3, 6–3 |
| 3. kolo     | Viktoria Azarenková (27) | 3–6, 6–4, 6–2 |
| 4. kolo     | Sloane Stephensová       | 1–6, 7–5, 6–3 |
| čtvrtfinále | Sara Erraniová (17)      | 6–1, 6–3      |
| semifinále  | Timea Bacsinszká (23)    | 4–6, 6–3, 6–0 |

### Lucie Šafářová

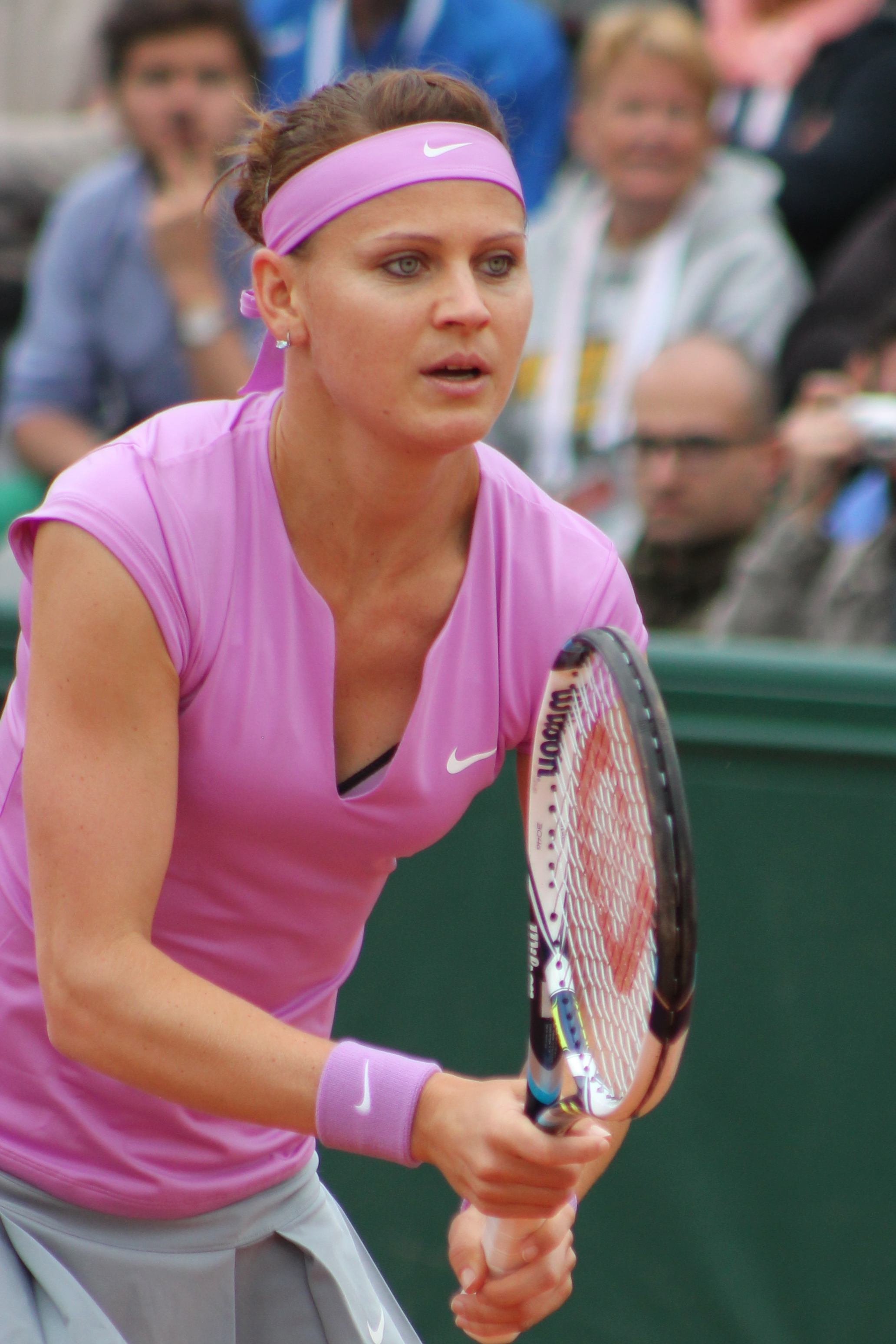
Lucie Šafářová

Lucie Šafářová vstupovala do turnaje z pozice světové i nasazené třináctky. V předchozí části sezóny 2015 získala na okruhu WTA Tour jediný titul, když premiérově triumfovala na únorovém Qatar Total Open, což znamenalo první výhru v kategorii Premier. Jejím trenérem byl od roku 2013 Kanaďan Robert Steckley.
Na French Open se v předchozí kariéře nejdále probojovala do osmifinále v letech 2007 a 2014.
Během cesty do finále neztratila žádný set. Přesto strávila více času na dvorci – 10 hodin a 23 minut, než Williamsová – 9 hodin a 59 minut, která svedla čtyři třísetové duely. Češka v předešlé kariéře nikdy neporazila světovou jedničku, když z pěti utkání jednou nestačila na Dinaru Safinovou, jednou na Caroline Wozniackou a třikrát na Serenu Williamsovou.
Před finále Šafářová vyhrála všech pět tiebreaků, do nichž nastoupila. První dva ji dopomohly k postupu do druhého kola přes kamarádku Anastasii Pavljučenkovovou. Ve čtvrtém kole zdolala světovou dvojku a obhájkyni titulu Marii Šarapovovou, když ukázala jeden ze svých nejlepších výkonů v kariéře. Premiérově tak pronikla do čtvrtfinále Roland Garros. Výhrou si také poprvé zajistila pozici v elitní světové desítce žebříčku WTA.
Po čtvrtfinálovém vítězství nad Španělkou Garbiñe Muguruzaovou, ji čekala sedmá nasazená Ana Ivanovićová, která turnaj vyhrála v roce 2008. Přestože v úvodní sadě prohrávala 2–5, do utkání se vrátila srovnáním her na 5–5. V dalším gamu Srbka zahrála dvě dvojchyby a podruhé ztratila servis. Šafářová pak zakončila první set čistou hrou. Po zvládnuté koncovce druhé sady postoupila do svého premiérového finále dvouhry na grandslamu výsledkem 7–5 a 7–5.
V případě titulu se Šafářová mohla stát třetí nejdéle čekající tenistkou na grandslamovou trofej v open éře, když byl French Open jejím 40. startem na turnajích „velké čtyřky“. Déle na vítězství čekaly pouze Marion Bartoliová (při 47. startu vyhrála Wimbledon 2013) a Jana Novotná (při 45. startu vyhrála Wimbledon 1998). Po finále pronikla poprvé v kariéře mezi deset nejlepších hráček na 7. místo (při výhře by byla šestá), jako 112. žena v historii žebříčku WTA. Ve vydání z 8. června 2015 tak poprvé od října 1989 figurovaly dvě Češky v Top 10, když Kvitové patřila 2. příčka. Češka se stala pátou levorukou finalistkou Grand Slamu od roku 1968 po Ann Jonesové, Martině Navrátilové, Monice Selešové a Petře Kvitové.

#### Cesta do finále
| Kolo        | soupeřka                   | výsledek            |
| ----------- | -------------------------- | ------------------- |
| 1. kolo     | Anastasija Pavljučenkovová | 7–6(8–6), 7–6(11–9) |
| 2. kolo     | Kurumi Naraová             | 6–2, 6–0            |
| 3. kolo     | Sabine Lisická (20)        | 6–3, 7–6(7–2)       |
| 4. kolo     | Maria Šarapovová (2)       | 7–6(7–3), 6–4       |
| čtvrtfinále | Garbiñe Muguruzaová (21)   | 7–6(7–3), 6–3       |
| semifinále  | Ana Ivanovićová (7)        | 7–5, 7–5            |

## Průběh zápasu
Utkání se odehrálo v sobotu 6. června 2015 od 15.00 hodin SELČ na centrálním dvorci Philippa Chatriera pařížského areálu Stade Roland-Garros. Za 2:01 hodin vyhrála Serena Williamsová nad Lucií Šafářovou po setech -3, 6-7 a 6-2. Hlavním rozhodčím byl Francouz Emmanuel Joseph.

### Výsledek
| Finalistky             | 1. set | 2. set | 3. set |
| ---------------------- | ------ | ------ | ------ |
| Serena Williamsová (1) | 6      | 62     | 6      |
| Lucie Šafářová (13)    | 3      | 7      | 2      |

### Statistiky utkání

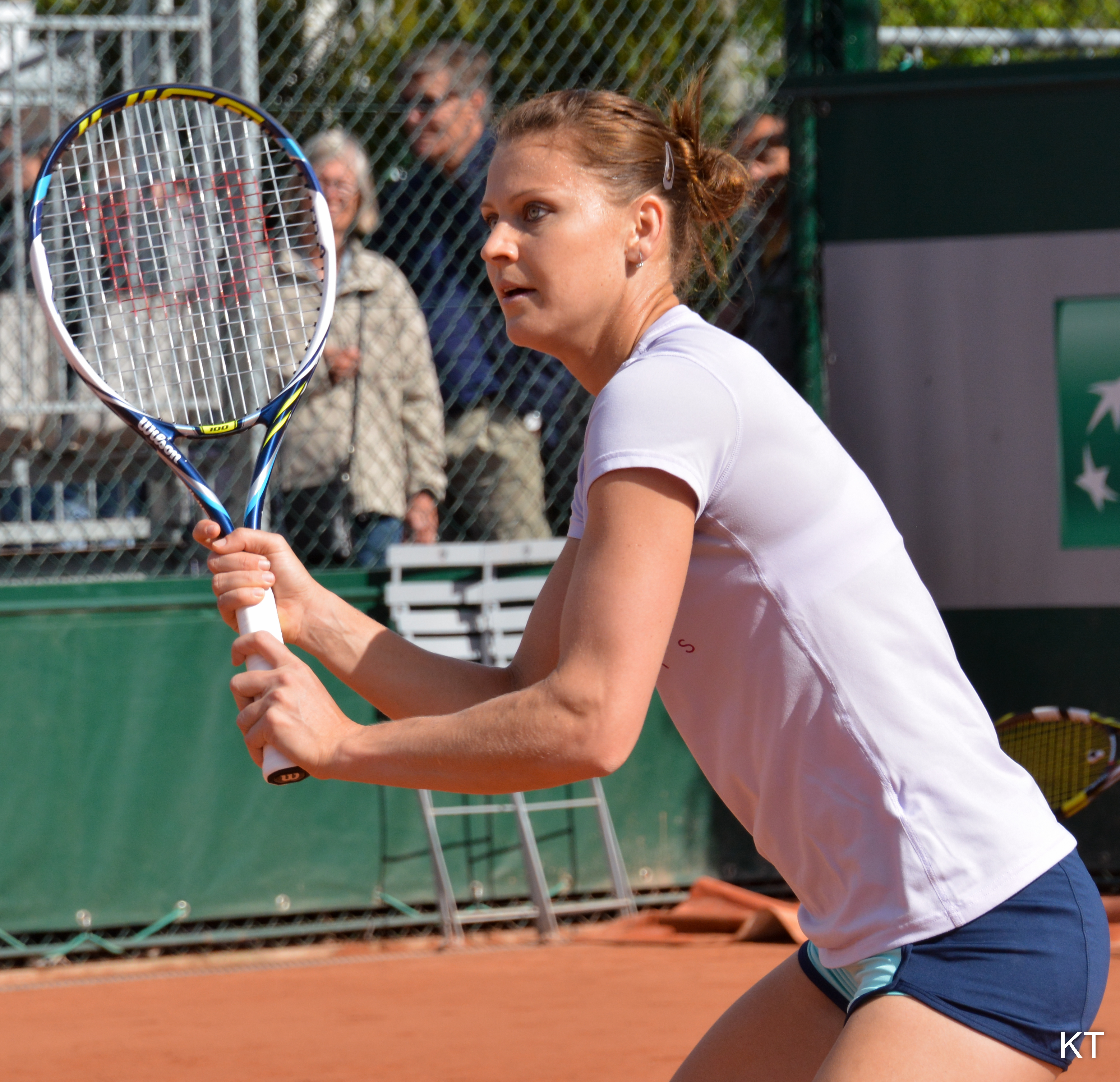
Lucie Šafářová

| Statistiky celého utkání                                                                                       | Statistiky celého utkání     | Statistiky celého utkání |
| Williamsová |                              | Šafářová                 |
| --- | ---------------------------- | ------------------------ |
| 47 z 85 = 55 %                                                                                                 | 1. podání do dvorce          | 67 z 93 = 72 %           |
| 9 | dvojchyby                    | 1                        |
| 42 | nevynucené chyby             | 17                       |
| 36 ze 47 = 77 %                                                                                                | % vítězných míčů u 1. podání | 38 ze 67 = 57 %          |
| 17 z 38 = 45 %                                                                                                 | % vítězných míčů u 2. podání | 11 z 26 = 42 %           |
| 34 | vítězné míče                 | 16                       |
| 44 z 93 = 47 %                                                                                                 | vítězných míčů na příjmu     | 32 z 85 = 38 %           |
| 4 z 5 = 80 %                                                                                                   | % úspěšnosti náběhů na síť   | 1 z 1 = 100 %            |
| 7 z 11 = 64 %                                                                                                  | proměnění brejkbolů          | 4 ze 4 = 100 %           |
| 98 | celkově získané míče         | 81                       |
| 18 | vyhrané hry                  | 12                       |
| 11 | esa                          | 2                        |
| 202 km/h | nejrychlejší podání          | 175 km/h                 |
| 180 km/h | průměrná rychlost 1. podání  | 158 km/h                 |
| 146 km/h | průměrná rychlost 2. podání  | 132 km/h                 |
| Celkový počet míčů na straně tenistky zahrnuje i dvojchyby protihráčky. Nevynucené chyby zahrnují i dvojchyby. |                              |                          |

### 1. set
Po vítězném losu rozehrála Serena Williamsová zápas servisem v 15:14 hodin. Obě hráčky si úvodní podání podržely. Druhé však Lucie Šafářová ztratila, když si soupeřka vytvořila dvě brejkové příležitosti. První z nich proměnila tvrdým nechytatelným returnem. Break následně potvrdila a ujala se vedení 4–1 na gamy. Obě aktérky ve zbývajícím průběhu již neztratily žádné podání. Za stavu 5–3 si Američanka vypracovala tři setboly, z nichž druhý využila v zisk úvodního setu poměrem 6–3.

### 2. set

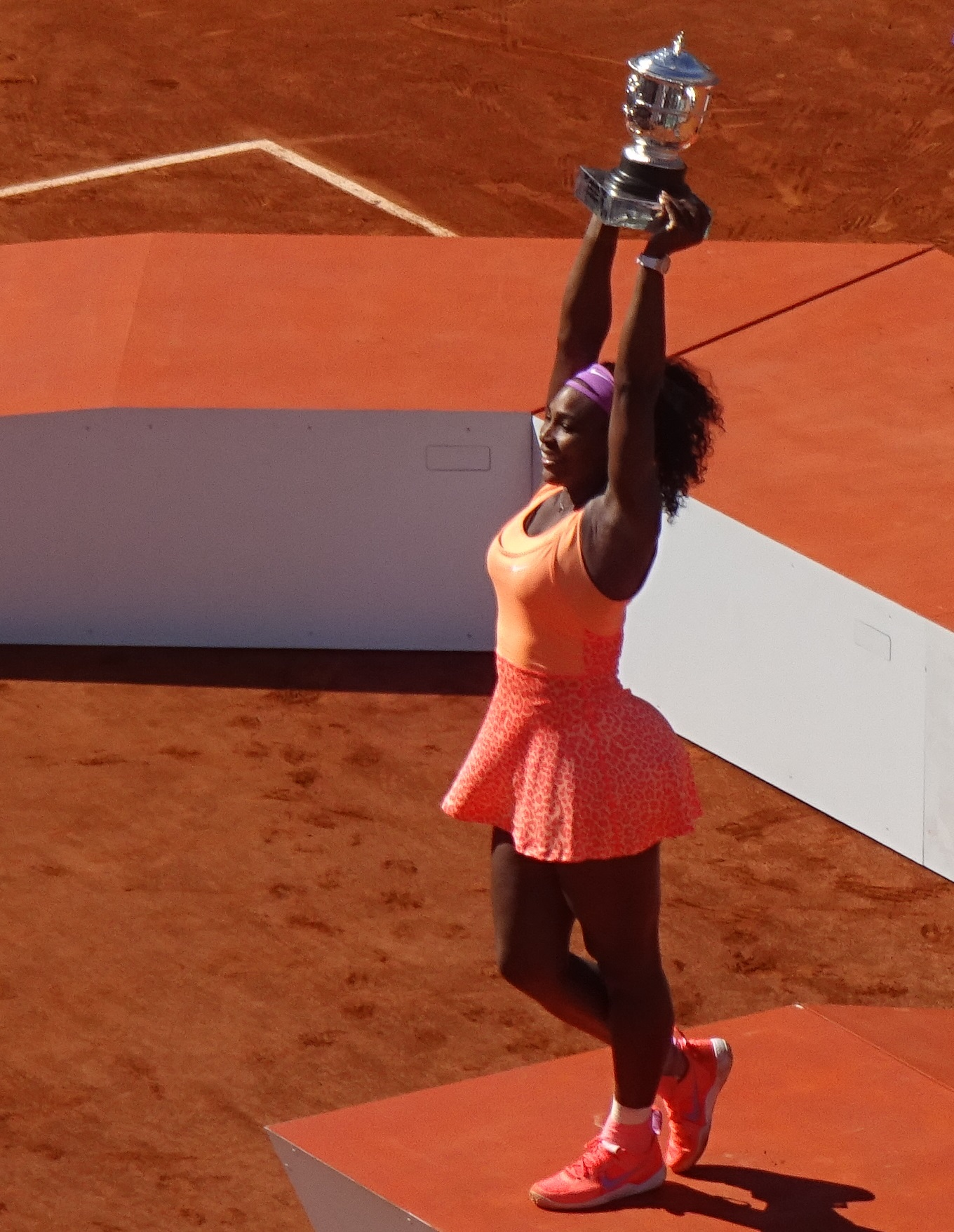
Serena Williamsová s pohárem Suzanne Lenglenové

V úvodní hře druhé sady Williamsová pokračovala v nátlakové hře od základní čáry a podruhé v zápase sebrala protihráčce servis. Náskok navýšila čistou hrou na 2–0, v níž zahrála jedno z nejrychlejších podání ženského tenisu s hodnotou 202 km/h. Šafářová poté vyhrála první servis v setu. Světová jednička si však připsala další dva gamy, když vybojovala druhý brejk. Za stavu 1–3 a 15:0 z pohledu podávající Češky proběhla nejdelší výměna dosavadního průběhu, čítající 12 míčů, s vítěznou koncovkou pro Američanku. Williamsová si vypracovala náskok 4–1 a 40:15. Přesto slibně rozehraný game nedovedla k vítězství a po dvojchybě nabídla soupeřce první brejkovou šanci v zápase. Třetí dvojchybou v gamu umožnila Šafářové snížit na 2–4. Také další servis zakončila americká favoritka dvojchybou, což znamenalo vyrovnané skóre 4–4.
Češka opět ztratila podání v jedenáctém gamu a Williamsová šla za stavu 6–5 podávat na vítězství v utkání. brněnská rodačka však mečbol nepřipustila a re-brejkem si vynutila zkrácenou hru. V ní již dominovala, když si vedením 6:2 vytvořila čtyři setbolové příležitosti. První využila díky tvrdému servisu. Nepříznivě vyvíjející se druhou sadu tak ovládla 7–6 a srovnala jejich poměr na 1–1.

### 3. set
V otevírací hře třetího dějství Williamsová nabídla soupeřce brejkbol, když za stavu 30:30 zahrála osmou dvojchybu. Šafářová příležitost zužitkovala, čímž udržela 100% zápasovou úspěšnost proměněných brejků (4 ze 4). Jednalo se o poslední takový míč z rakety nasazené třináctky v utkání. V navazujícím gamu umístila čtyři první servisy do hřiště a čistou hrou zvýšila vedení na 2–0. Také, hůře se v této fázi pohybující, Američanka předvedla čistou hru. Jediná zápasová dvojchyba Češky – za nepříznivého stavu 30:40 – způsobila srovnání poměru her na 2–2. Zlepšený výkon na servisu Williamsové přinesl další game bez ztráty fiftýnu a vedení 3–2. Za opakované výkřiky po vítězných míčích obdržela od rozhodčí napomenutí. Po tvrdém forhendu soupeřky ztratila Šafářová podruhé za sebou podání a čtvrtou hru bez přerušení. Američanka prolomené podání potvrdila vedením 5–2. Česká tenistka, servírující s hrozbou porážky, postupně chybovala z forhendu i bekhendu. Po dvou hodinách hry se americká favoritka propracovala k vedení 0:40. Z nabídky tří mečbolů duel ukončila využitím druhého z nich, když zahrála tvrdý return. Šňůra šesti posledních her znamenala turnajový titul a výsledek finále 6–3, 6–7 a 6–2 pro Williamsovou.

### Závěrečný ceremoniál
Na centrální kurt tradičně zavítal prezident Francouzské tenisové federace Jean Gachassin, aby spolu s držitelkou osmnácti Grand Slamů Martinou Navrátilovou předali finalistkám ceny.
Nejdříve byla oceněna poražená tenistka Lucie Šafářová stříbrným tácem, jejíž výkon Navrátilová ocenila slovy: „Hraješ skvěle a pokud vydržíš, jednou trofej nad hlavu zvedneš.“ Do rukou Sereny Williamsové pak vložila stříbrný pohár Suzanne Lenglenové. Následovaly proslovy, v nichž Šafářová uvedla: „Mám za sebou skvělé dva týdny, hodně skvělých výher a plno emocí, ale Sereno, dnes jsi byla úžasná.“ Také Williamsová ocenila hru soupeřky: „Jsem nadšená, tohle je sen. Lucie hrála výborně, byla to skvělá soupeřka a musela jsem bojovat.“

## Statistické údaje Sereny Williamsové
Serena Williamsová, jež si upevnila pozici světové jedničky velkým náskokem 4 421 bodů před druhou Kvitovou, potřetí opanovala Roland Garros – dosáhla rekordu mezi aktivními hráčkami. Získala jubilejní 20. grandslam kariéry, čímž ji v otevřené éře patřilo 2. místo za Steffi Grafovou s 22 tituly a celkově třetí pozice, když 24 trofejí držela Margaret Courtová. Stala se také třetí tenistkou historie, jež vyhrála každou událost Grand Slamu nejméně třikrát, což se před ní podařilo opět pouze Courtové a Grafové. Na okruhu WTA Tour vybojovala 67. trofej a zařadila se na pátou příčku, když na čtvrtou Evonne Goolagongovou ztrácela jediný titul.

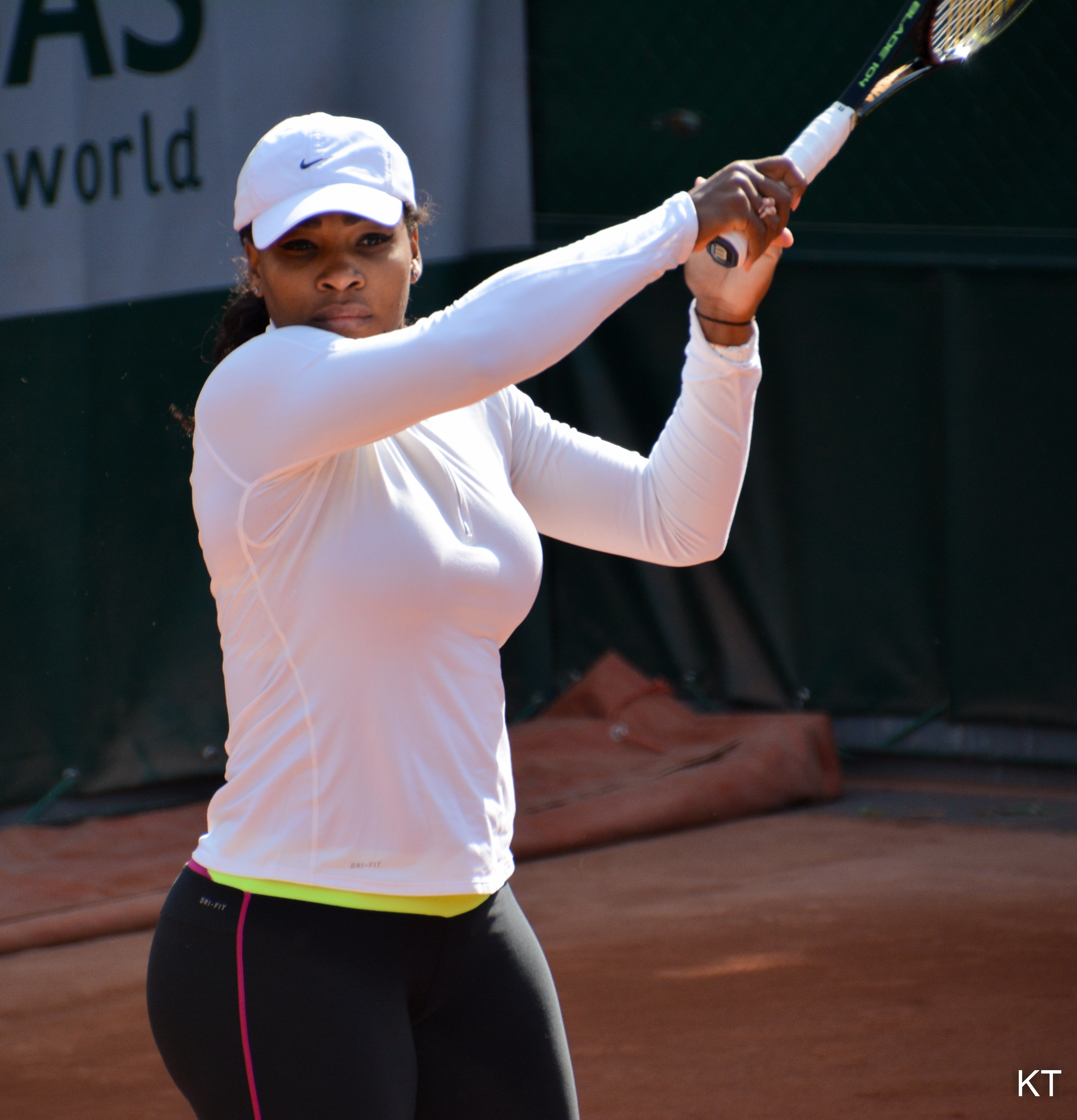
Serena Williamsová v tréninku

Poprvé od zisku nekalendářního grandslamu v roce 2003 (přezdívaného „Serena Slam“ po výkonu WIlliamsové), triumfovala jakákoli tenistka na třech majorech v řadě, když Američanka navázala na trofeje z US Open 2014 a Australian Open 2015. Po finále držela 21zápasovou neporazitelnost. Úvodní dva grandslamy sezóny naposledy před ní ovládla Jennifer Capriatiová v roce 2001. Ve věku 33 let a 254 dní jí chybělo k rekordu nejstarší šampionky Grand Slamu open éry pouze 9 dní. Zaostala tak za Navrátilovou, jež vyhrála Wimbledon 1990 ve věku 33 let a 263 dní. Věkový rekordní zápis pak překonala o 35 dní později titulem ve Wimbledonu 2015.
Statistika vzájemných zápasů Williamsové na okruhu WTA Tour proti levačkám činila po finále 62–10. Na Grand Slamu ji porazila pouze jediná levoruká hráčka, a to Jekatěrina Makarovová v osmifinále Australian Open 2012. Finálovou výhrou prodloužila šňůru neporazitelnosti ve třísetových utkáních na patnáct. V grandslamových utkáních, v nichž ztratila 1. set, měla bilanci výher a proher 33–32. V zápasech, kdy naopak první sadu vyhrála, její poměr činil 240–7. S počtem 273 vítězných zápasů na Grand Slamu figurovala na 4. místě open éry za Navrátilovou (306), Chris Evertovou (299) a Grafovou (278).
Singlový titul znamenal její 12 antukovou trofej na okruhu WTA Tour, nejvíce mezi aktivním hráčkami, když se odpoutala od jedenácti titulů Šarapovové.
Od jejího vítězství na US Open 1999 uplynulo více než 15,5 roku, čímž prodloužila rekord otevřené éry v období od prvního a posledního titulu, a to před 12letým intervalem Evertové, Navrátilové a Grafové.